# Prix littéraire Eduard-Vilde
Le prix littéraire Eduard-Vilde (estonien : Eduard Vilde nimeline kirjandusauhind) est un prix décerné en Estonie en mémoire de Eduard Vilde.

## Lauréats
- 1965 Rudolf Sirge "Maa ja rahvas"
- 1966 Hando Runnel "Maa lapsed"
- 1967 Mats Traat "Koputa kollasele aknale"
- 1968 Ott Kool "Tähed allikas"
- 1969 Väino Ilus "Tuulekülvid"
- 1970 Veera Saar "Ukuaru"
- 1971 Mats Traat "Tants aurukatla ümber"
- 1973 Egon Rannet "Kivid ja leib"
- 1975 Aimée Beekman "Kuradilill"
- 1977 Jüri Tuulik "Meretagune asi"
- 1978 Väino Ilus "Kinsli peremehed"
- 1980 Mats Traat "Puud olid, puud olid hellad velled"
- 1981 Kalju Saaber "Härgamisi"
- 1982 Madde Kalda "Seitse tähte taeva Sõelas"
- 1983 Lehte Hainsalu "Tere õhtust. Kuidas elate?"
- 1984 Arvo Valton "Üksildased ajas"
- 1985 Rein Põder "Hilised astrid"
- 1986 Albert Uustulnd "Tuulte tallermaa"
- 1988 Veera Saar "Kraakuvi mägi"
- 1989 Hando Runnel "Laulud eestiaegsetele meestele"
- 1990 Nikolai Baturin "Karu süda"
- 1991 Valeria Ränik "Orb", "Ellujäämine"
- 1992 Kalju Saaber "Punaselageda saaga"
- 1993 Leelo Tungal "Ainus kangelastegu on naeratus"
- 1994 Endel Nirk "Siin maa peal"
- 1995 Peeter Urm "Siinpool paradiisi", "Provintsiarst"
- 1996 Arno Kasemaa, Rannamännid
- 1997 Veera Saar "Kodutee"
- 1998 Lehte Hainsalu "Viis minutit enne vihma"
- 1999 Ellen Niit "Paekivi laul"
- 2000 Henn Mikelsaar "Ristiratast"
- 2001 Nasta Pino "Vaikne on"
- 2002 Mart Kivastik "Hinged lähevad"
- 2003 Doris Kareva Mandragora + Kersti Tormis – eripreemia luuleraamatu kujunduse eest
- 2004 Eeva Park "Lõks lõpmatuses"
- 2005 Viiu Härm "Õhuaken"
- 2006 Eia Uus "Kuu külm kuma"
- 2007 Jan Kaus "Tema"
- 2008 Andrus Kivirähk, L'Homme qui savait la langue des serpents (Mees, kes teadis ussisõnu)
- 2009 Rein Raud "Vend"
- 2010 Tõnu Õnnepalu "Kevad ja suvi ja"
- 2011 Mats Traat "Õelate lamp"
- 2012 Indrek Hargla "Apteeker Melchior ja timuka tütar"
- 2013 Livia Viitol monograafia "Eduard Vilde"
- 2014 Elo-Maria Roots "Vaimude jaam"
- 2015 Toomas Vint "Mõned kummalised naised"
- 2016 Andrus Kivirähk "Oskar ja asjad"

Le prix n'a pas été décerné en 1972, 1974, 1976, 1979 et 1987.